# Pietrowice Wielkie (stacja kolejowa)
Pietrowice Wielkie – stacja techniczna położona w Pietrowicach Wielkich. Przewozy pasażerskie zawieszono w kwietniu 2000 r. Niewielki ruch towarowy odbywa się nadal.